# Кыдырбаева, Фатима Чапиевна
Фатима Чапиевна Кыдырбаева (1914, с. Онбир-Джылга, Семиреченская область, Российская империя — 1979, Фрунзе, Киргизская ССР, СССР) — советский киргизский юрист и государственный деятель, председатель Верховного суда Киргизской ССР (1942—1947).

## Биография
Окончила 7-летнюю школу в г. Токмоке, двухгодичную республиканскую юридическую школу, в 1933—1934 гг. проходила обучение в Среднеазиатском Коммунистическом Университете в Ташкенте, в 1945 г. окончила Московский юридический институт.
Трудовую деятельность начала в 1931 г. секретарем Ноокатского районного комитета ВЛКСМ Ошской области. Затем — секретарь народного суда Чуйского района, помощник прокурора г. Фрунзе, прокурор Ворошиловского, Свердловского районов г. Фрунзе, помощник прокурора Киргизской ССР.
В 1942—1947 гг. — председатель Верховного суда Киргизской ССР.
Депутат Верховного Совета Киргизской ССР 2-го созыва. В 1947 г. была утверждена заместителем председателя Президиума Верховного Совета Киргизской ССР.
По окончании полномочий успешно работала адвокатом в г. Фрунзе.

## Награды и звания
Удостоена ордена Трудового Красного Знамени, медали «За доблестный труд в Великой Отечественной войне 1941—1945 гг.».